# حركة التضامن العالمية
حركة التضامن الدولية (ISM) هي منظمة احتجاجية غير عنيفة تهدف إلى دعم القضية الفلسطينية في الصراع الإسرائيلي الفلسطيني تأسست في عام 2001 من قبل غسان أندوني، وهو ناشط فلسطيني، ونيتا جولان ناشطة إسرائيلية، هويدا عراف، وهي فلسطينية من الولايات المتحدة، وجورج ن. رشماوي، وهو ناشط فلسطيني. وانضم الأمريكي آدم شابيرو إلى الحركة بعد وقت قصير من تأسيسها، وغالبا ما يعتبر واحد من المؤسسين.

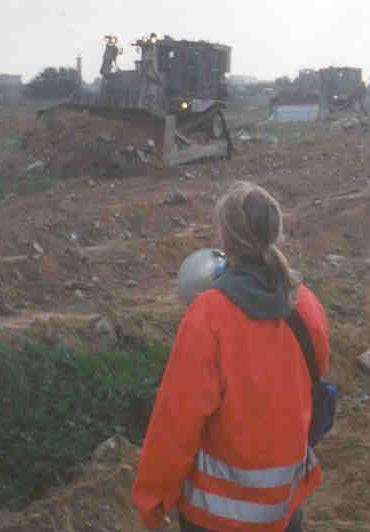
الناشطة الأمريكية راشيل كوري أمام الجرافات الإسرائيلية لمنع تدمير منزل فلسطيني

وتدعو المنظمة على المدنيين من مختلف أنحاء العالم للمشاركة في أعمال احتجاج عنيفة ضد الجيش الإسرائيلي في الضفة الغربية وفي قطاع غزة.